# Korea Train Express
O Korea Train eXpress (KTX) (한국고속철도) é um sistema de caminhos-de-ferro de alta-velocidade da Coreia do Sul operado pela companhia Korail.
Atualmente, estão em operação o KTX-I, o KTX-Sancheon, o KTX-Eum e o KTX-Sancheon, e entre eles, o KTX-1 é um derivado do TGV da França. A 16 de Dezembro de 2004 o comboio coreano HSR-350x efetuou uma viagem de testes alcançando os 352.4 km/h.

## História
Após 12 anos de construção, a linha Gyeongbu (ligando Seul até Busan via Daejeon e Daegu) e a linha Honam (Seul para Gwangju e Mokpo) abriram a 31 de Março de 2004. Utilizando carris de alta velocidade em apenas parte da linha (Seul-Daegu), a nova linha corta no tempo de viagem entre Seul e Busan dos anteriores 260 minutos para apenas 160 minutos, sendo que se espera que por volta de 2008 seja melhorado para 116 minutos, quando os comboios passarão a circular exclusivamente em carris de alta velocidade.
Ao todo, serão construídos 46 conjuntos, 12 pela francesa Alstom, e os restantes na Coreia do Sul pela Rotem. Os carris das linhas foram construídos com a ajuda de técnicos da companhia francesa de caminhos-de-ferro SNCF.

## Futuro

Mapa da rede KTX em outubro de 2010

A construção da segunda fase ligando Daegu e Gyeongju até Busan começou a Junho de 2002 e espera-se que esteja completa até 2010. A linha de alta-velocidade para a secção de Osong até Gwangju e Mokpo também está planeada, esperando-se que esteja pronta em 2017. Está a ser considerada uma extensão até Gangneung, na costa nordeste, estando dependente da aposta coreana para a organização dos Jogos Olímpicos de Inverno de 2014.

## Taxa de Ocupação
Quando foi introduzido em Abril de 2004, a taxa de ocupação do KTX era média de 70.900 passageiros diários, 70% abaixo das expectativas iniciais. Mesmo tendo receitas diárias de 2.1 mil milhões de won, esta quantia era insuficiente para amortizar os empréstimos, ao mesmo tempo que os custos orçamentados inicialmente estimados de 5 biliões passaram a 18 biliões de wons Sul Coreanos (aproximadamente 5 até 18 mil milhões de dólares). A 14 de Janeiro de 2005, o Primeiro Ministro Lee Hai Chan reconheceu que o KTX foi um falhanço político.
A taxa de ocupação foi no entanto lentamente subindo. A 9 de Janeiro de 2006 a Korail anunciou que a taxa de ocupação média diária em Dezembro de 2005 tinha chegado aos 104.600, um aumento de 50%, com uma receita diária de até 2.8 mil milhões de won e um equilíbrio financeiro esperado para os princípios de 2007.
De acordo com a investigação do Grand National Party em Dezembro de 2006, o KTX avariou 160 vezes em 3 anos.
Para obter as peças vindas de frança, KTX tem um grave problema que é a reparação ser extremamente morosa e cara.

## Galeria

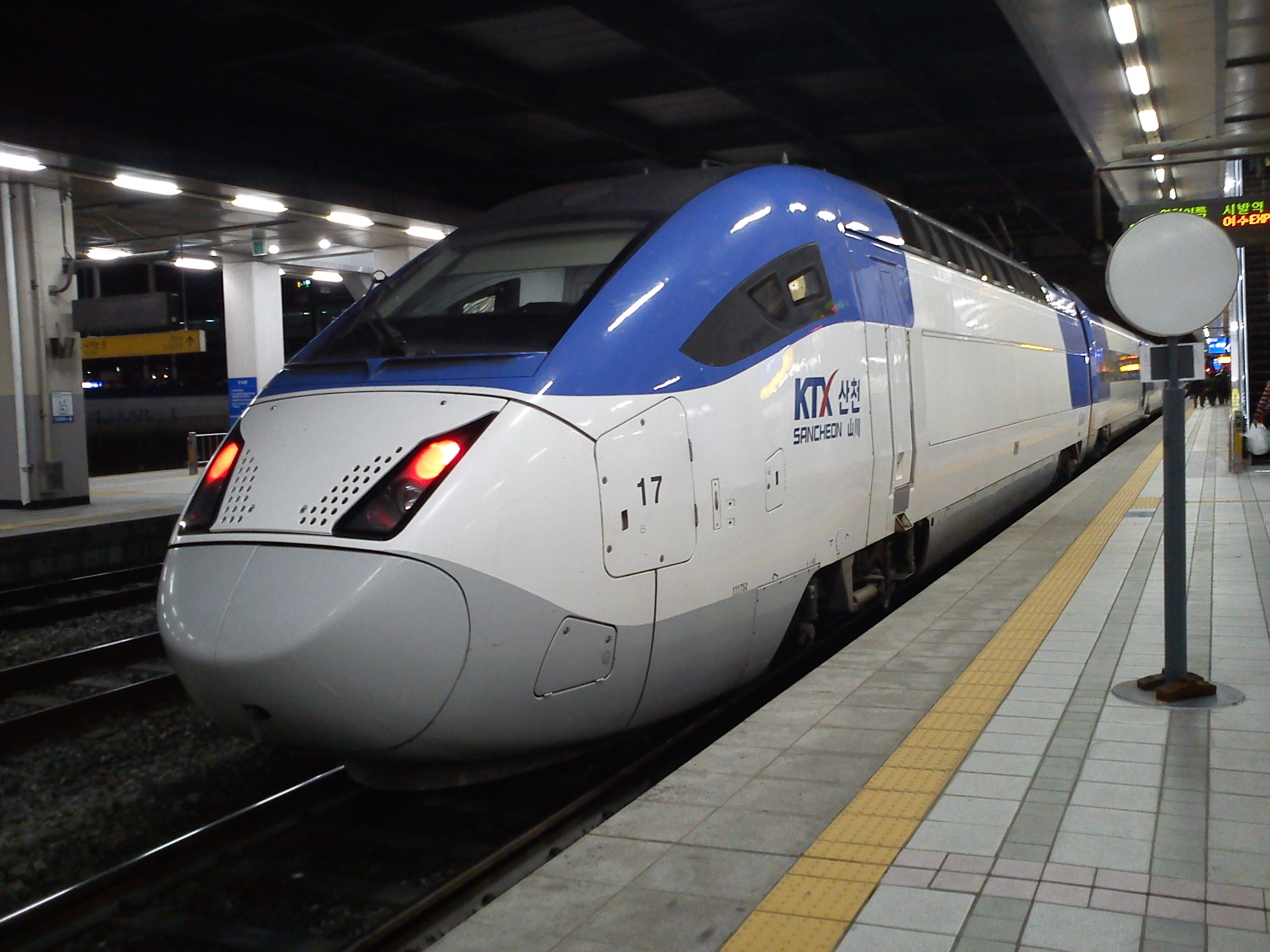
KTX-II Sancheon na estação Yongsan, em Seul
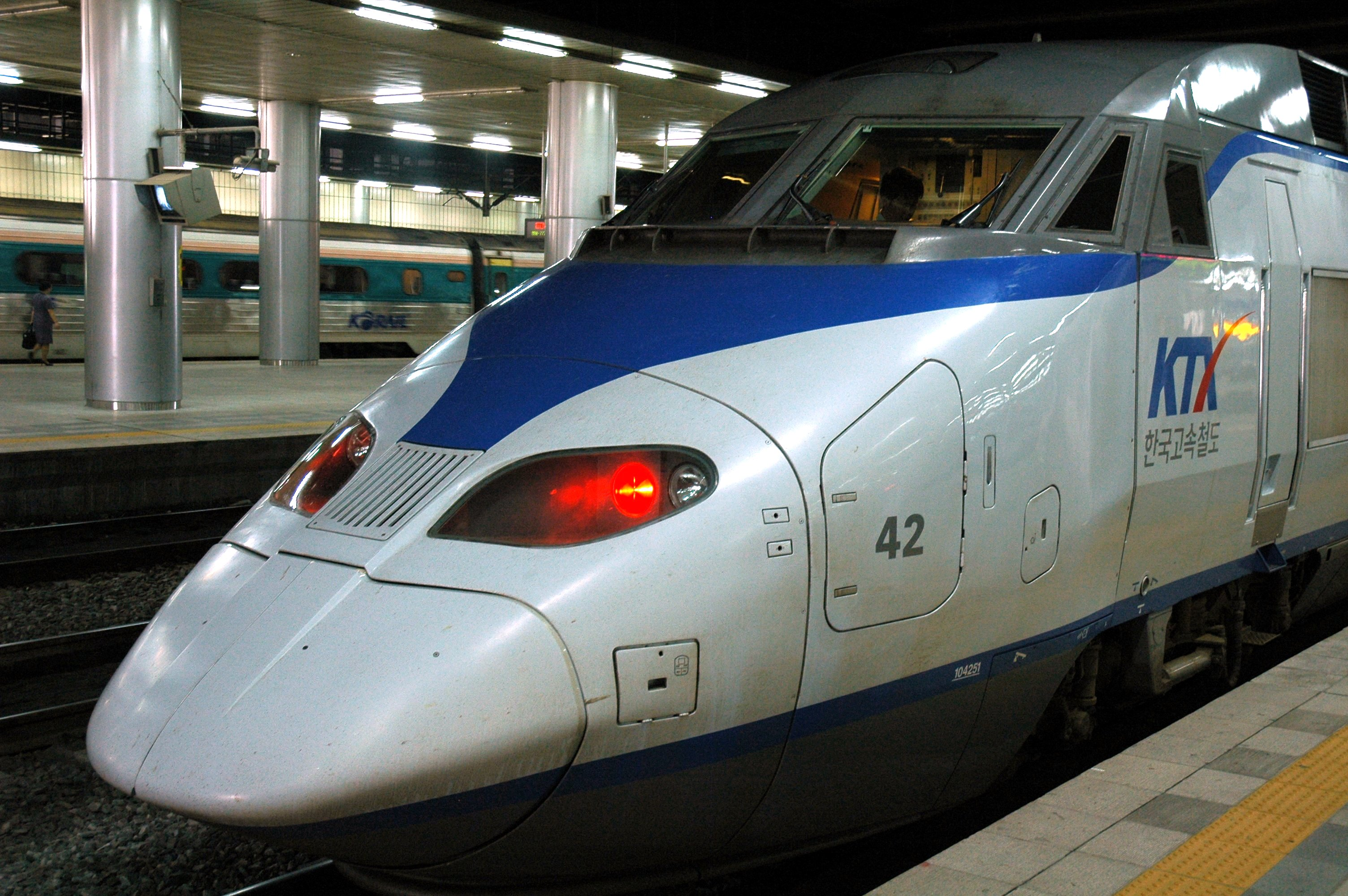
KTX-I na estação Seul